# John Wilson McConnell
Pour les articles homonymes, voir McConnell.
John Wilson McConnell, né à Muskoka (Ontario) en 1877 et mort à Montréal le 6 novembre 1963, était un homme d'affaires et collectionneur d'art montréalais. 

## Biographie
Après avoir passé les 14 premières années de sa vie à Muskoka (Ontario), il déménage avec sa famille à Toronto en 1891.
Sa carrière débute à Toronto en 1899 au sein de la Standard Chemical Company, où il connaît un rapide succès comme vendeur. La société envoie J. W. McConnell à Montréal l’année suivante pour ouvrir un bureau dans cette ville. 
En 1907, M. McConnell quitte la Standard Chemical Company et se lance dans diverses entreprises commerciales, notamment dans la vente d'assurance et l'investissement dans les ressources naturelles. Son sens des affaires et ses relations l'amènent à détenir des intérêts dans plusieurs grandes entreprises de Montréal, telles la Montreal Street Railway, la Canadian Light and Power Company mais surtout au sein de la St. Lawrence Sugar sans oublier plusieurs journaux, notamment le Montreal Star, dont il deviendra à la fois l'éditeur et le propriétaire. Il siègera au conseil d'administration de plus de 15 entreprises. 
Montréal demeure sa ville d’adoption jusqu'à son décès en 1963. Son engagement dans la communauté ne cesse de s'intensifier au cours des années. Il multiplie ses multiples activités de collecte de fonds. En 1937, M. McConnell fonde l'organisme de bienfaisance qui allait devenir la Fondation de la famille J.W. McConnell. 
J. W. McConnell apporte son soutien à de nombreuses institutions montréalaises, notamment dans les secteurs de la santé et de l'éducation mais aussi celui de la culture. Il sera, par exemple, un important donateur au Musée des beaux-arts de Montréal ainsi qu'au Musée McCord de Montréal. L'aréna McConnell est construit en 1956 grâce à un don de J. W. McConnell. 
John Wilson McConnell meurt le 6 novembre 1963 à l'âge de 87 ans, après une longue maladie. Il habitait la maison John-Wilson-McConnell qu'il avait achetée en 1924.